# Ireneusz Jesionek
Ireneusz Wojciech Jesionek (ur. 10 marca 1949, zm. 28 marca 2014) – polski pilot sportowy, kilkukrotny medalista Polski w akrobacji samolotowej. Był zawodnikiem Aeroklubu Radomskiego, pilotem i instruktorem na samolocie akrobacyjnym Extra 300L oraz szefem szkolenia naziemnego w Gold Wings. Startował również w mistrzostwach Europy. Uczestnik wielu pikników lotniczych oraz większych imprez, latał samolotem o znakach SP-ACM.

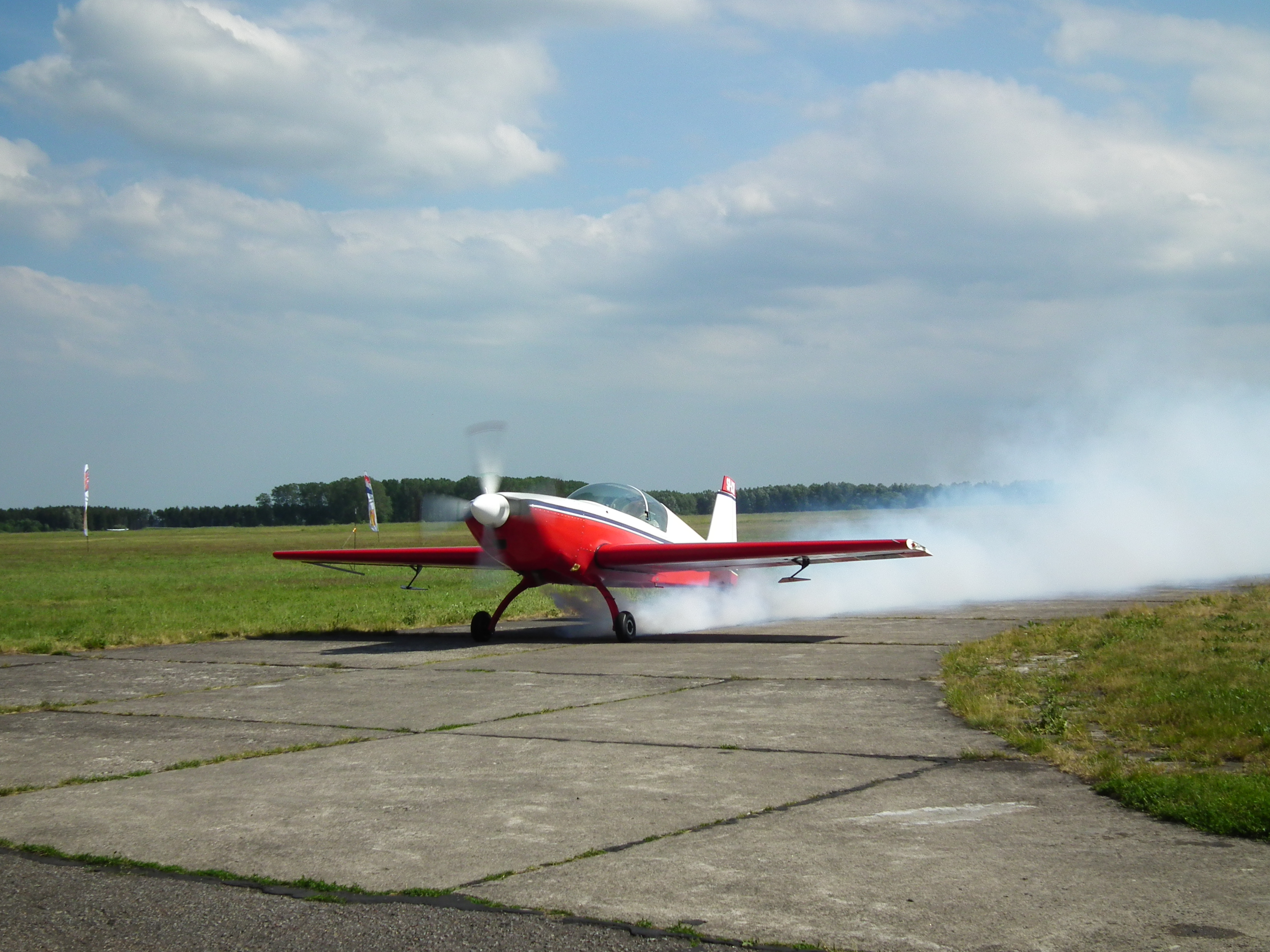
Ireneusz Jesionek kołuje po udanym pokazie w Pruszczu Gdańskim